# فرانس ديكر
فرانس ديكر هو رسام هولندي، ولد في 17 مارس 1684 في هارلم في هولندا، وتوفي بنفس المكان في 28 نوفمبر 1751.